# Игор Шулепов
Игор Јурјевич Шулепов (рус. Игорь Юрьевич Шулепов;  Свердловск, 16. новембар 1972) бивши је совјетски и руски одбојкаш.

## Каријера
Године 1996. Шулепов је први пут наступио на Олимпијским играма и играо на свим утакмицама, а руски национални тим је завршио на четвртом месту на Играма у Атланти. Четири године касније, имао је још бољи резултат, Русија је успела да дође до финала Игара у Сиднеју, изгубивши од репрезентације СР Југославије.
На Европским првенствима је дошао до три медаље (сребро 1999, бронза 2001. и 2003. године).
Након завршетка играчке каријере, постао је одбојкашки тренер, водио је неколико клубова у Русији.

## Успеси
Русија
- медаље
- сребро: Олимпијске игре Сиднеј 2000.